# Blue Downs
Blue Downs est un faubourg de la banlieue de la ville du Cap, province du Cap-Occidental en Afrique du Sud. Il est rattaché administrativement à la municipalité métropolitaine de la ville du Cap.

## Localisation
Blue Downs est situé entre les routes R300 et R102, au nord-est de Mfuleni, à l'est de Delft, à l'ouest de Kuils River et au sud du faubourg de Blackheath.

## Quartiers
Blue Downs se divise en 29 quartiers : Austinville, Blue Downs SP1, Blue Downs SP2, Brentwood Park, Delro, Dennemere, Diepwater, Fairdale, Forest Glade, Forest Heights , Fountain Village, Gaylee, Greenfield, Highgate, Hillcrest Heights, Hill View, Hindle Park, Kleinvlei, Malibu Village, Palm Park, Park Village, Perm Gardens, Pine Place, Rosedale, Silversands, Sunset Glen, The Connifers, Tuscany Glen et Wesbank.

## Démographie
Selon le recensement de 2011, Blue Downs compte 92 330 résidents, essentiellement issus de la communauté coloured (74,93 %). Les bantous, population noire majoritaire en Afrique du Sud, représentent 22,91 % des habitants tandis que les blancs représentent 0,29 % des résidents.
La langue maternelle dominante au sein de la population est l'afrikaans (63,63 %) suivi du xhosa (17,03 %) et de l'anglais sud-africain (15,80 %).

## Historique
La banlieue de Blue Downs fut autrefois géré par le Stellenbosch divisionnal council puis transféré en 1996 à la nouvelle municipalité d'Oosterberg. Cette dernière a ensuite été intégrée dans la nouvelle métropole du Cap en 2000. 

## Circonscriptions électorales
Blue Downs se situe dans le 21e arrondissement du Cap (sub council 21) et se partage entre 4 circonscriptions municipales :
- la circonscription municipale no 14 (Loucharmante - Zevendal - Zevenwacht - Zevenwacht Country Estate - Zevenwacht Farm Village - Zevenwacht Mall - Zevenwacht Retirement Village - Saxenburg Park 2 - Wimbledon Estate - Turtle Creek - Vredelust Kuils River - St.Dumas - Silveroaks - Welmoed Cemetery - Penhill - Stellenbosch Farms (Bluedowns) - Stellenbosch (Kuilsrivier) - Saxenburg Park 1 - Rustdal - Lillydale - Eensgevonden - Jacarandas - Eikenbosch - Klein Zevenwacht - Hunters Creek - Hunters Retreat - Greenfield - Austinville - Happy Valley - Benno Park - Kuils River Sports Grounds - Amandelsig au sud de Pou Street, à l'est de Uil Street et au nord-est de Kiewiet Road - Blue Downs CBD au sud-ouest de Buttskop Road, au nord-ouest de Albert Philander Way et eersriv Way et au nord-est de Hindle Road - Gaylee - Jacobsdal Smallholdings - Dennemere - Kleinvlei Town - De Wijnlanden Estate - Eersterivier au sud-ouest de Eersterivier Industria, au nord-ouest de Krause Street, au nord-est de Francoline, Egret, Bernadine, Arlene, Norman et Van Riebeeck Street - Blackheath Industria - Eersterivier Industria - Kloofzicht - Deo Gracia ) dont le conseiller municipal est Bert Van Dalen (DA)[2].
- la circonscription municipale no 17 (Malibu Village - Tuscany Glen - Forest Heights - Hillcrest Heights - The Conifers - Rosedale - Greenfields - Kleinvlei Town - Eersteriver - Welmoed Cemetery) dont le conseiller municipal est Wilma Brady (DA)[3].
- la circonscription municipale no 19 (Blue Downs CBD au sud de Silversands Avenue et à l'est de Bardale Road - Brentwood Park - Camelot - Delro Village - Driftsands au sud de Hindle Road, à l'ouest de Fairdale Build-up, Kuils River et Mew Way, au nord de la N2, à l'est de Kuilsriver Freeway et de Brentwood Park build-up - Gersham - Hagley - Highbury - Highbury Park - Highgate - Hindle Park - Kuils River Common - Kuilsriver South Smallholdings - rotterdam - Silversands - Stellendale - Sunbird Park - Wembley Park - Wesbank) dont le conseiller municipal est Cynthia Claasen (DA)[4].
- la circonscription municipale no 108 (Mfuleni - Fountain Village - Fairdale). Le conseiller municipal élu de cette circonscription est Themba Honono (ANC)[5].